# Daphnusa
Daphnusa là một chi bướm đêm thuộc họ Sphingidae.

## Các loài
- Daphnusa ailanti - (Boisduval, 1875)
- Daphnusa fruhstorferi - (Huwe, 1895)
- Daphnusa ocellaris - Walker, 1856
- Daphnusa philippinensis - Brechlin, 2009
- Daphnusa sinocontinentalis - Brechlin, 2009
- Daphnusa zythum - Haxaire & Melichar, 2009

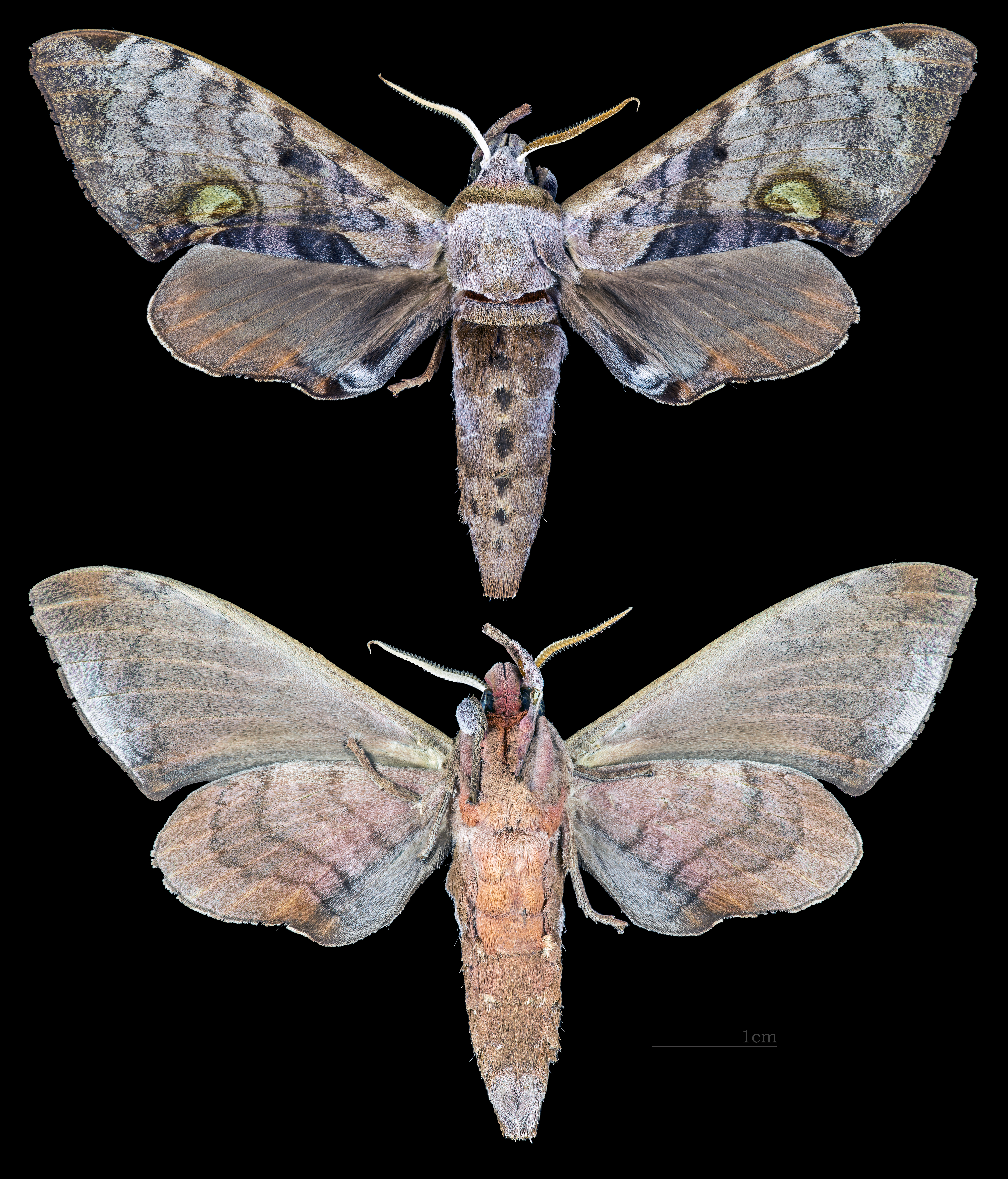
Daphnusa ocellaris
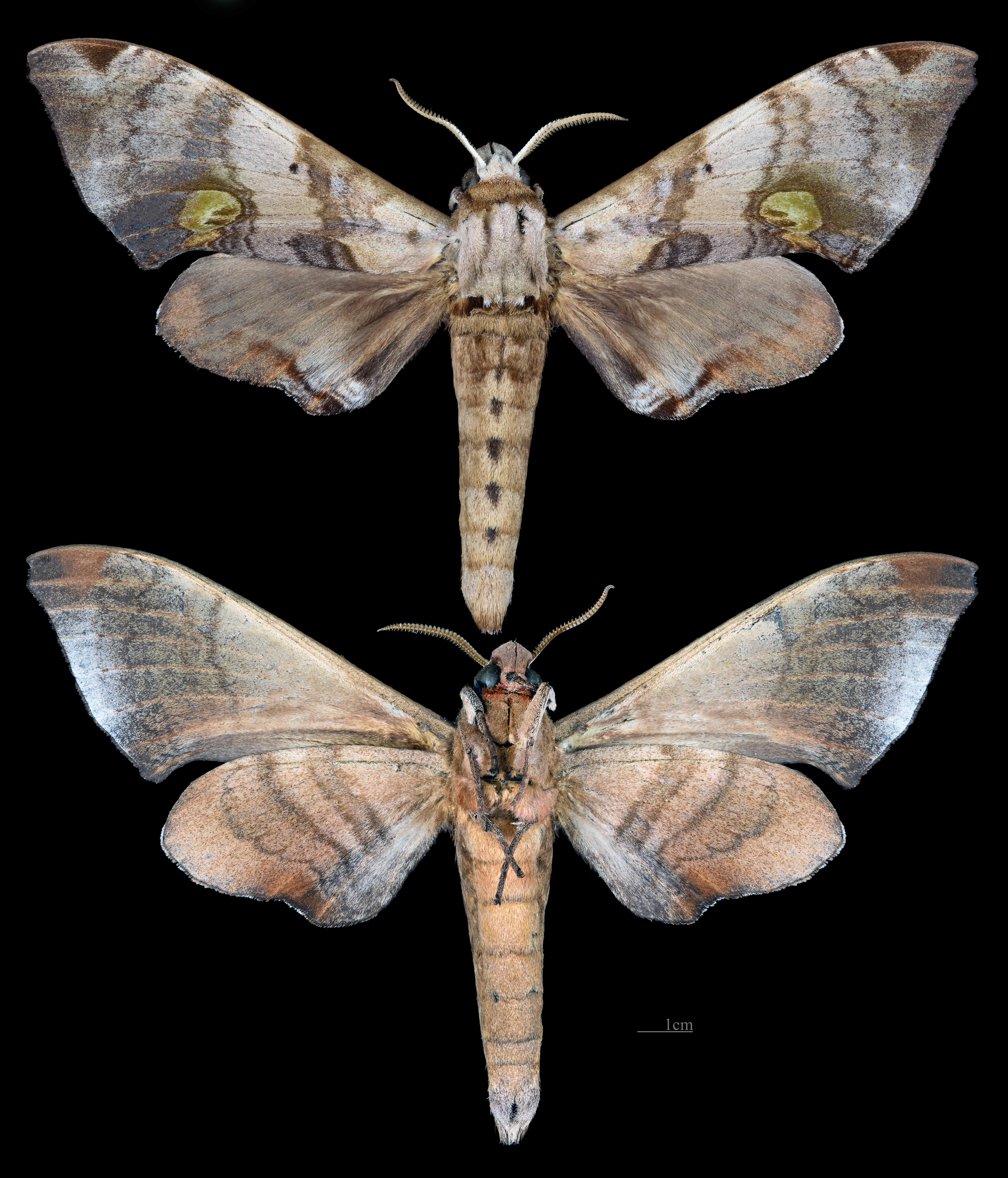
Daphnusa sinocontinentalis